# Nouvelle-Zélande aux Jeux olympiques d'été de 1984
La Nouvelle-Zélande participe aux Jeux olympiques d'été de 1984 à Los Angeles. 130 athlètes néo-zélandais, 98 hommes et 32 femmes, ont participé à 76 compétitions dans 18 sports. Ils y ont obtenu 11 médailles : 8 d'or, 1 d'argent et 2 de bronze.

## Médailles
| Médaille | Discipline  | Épreuve                     | Athlète                                                               | Performance | Date |
| -------- | ----------- | --------------------------- | --------------------------------------------------------------------- | ----------- | ---- |
| Or       | Canoë-kayak | K-1 500 m Hommes            | Ian Ferguson                                                          |             |      |
| Or       | Canoë-kayak | K-1 1000 m Hommes           | Alan Thompson                                                         |             |      |
| Or       | Canoë-kayak | K-2 500 m Hommes            | Ian Ferguson et Paul MacDonald                                        |             |      |
| Or       | Canoë-kayak | K-4 1000 m Hommes           | Ian Ferguson, Alan Thompson, Grant Bramwell et Paul MacDonald         |             |      |
| Or       | Équitation  | Concours complet individuel | Mark Todd                                                             |             |      |
| Or       | Voile       | Finn hommes                 | Russell Coutts                                                        |             |      |
| Or       | Aviron      | Quatre sans barreur         | Shane O'Brien, Les O'Connell, Conrad Robertson et Keith Trask         |             |      |
| Or       | Voile       | Tornado                     | Rex Sellers et Chris Timms                                            |             |      |
| Argent   | Boxe        | Poids mi-lourds (-81 kg)    | Kevin Barry                                                           |             |      |
| Bronze   | Voile       | Lechner hommes              | Bruce Kendall                                                         |             |      |
| Bronze   | Aviron      | Quatre barré                | Brett Hollister, Kevin Lawton, Barrie Mabbott, Don Symon et Ross Tong |             |      |